# Andrej Škrábik
Andrej Škrábik (ur. 13 maja 1882 r. w Rajcu, zm. 8 stycznia 1950 r. w Bańskiej Bystrzycy) – słowacki duchowny katolicki, trzynasty biskup ordynariusz bańskobystrzycki od 1943 roku.

## Życiorys
Urodził się w 1882 roku w Rajcu. Uczęszczał do szkół w Żylinie i Nitrze, a następnie studiował teologię i filozofię na Uniwersytecie Budapeszteńskim. W 1904 roku otrzymał święcenia kapłańskie, a w 1911 roku nadano mu stopień naukowy doktora teologii. Przez następne lata pracował jako duszpasterz w parafiach na terenie Słowacji.
W 1939 roku został mianowany przez papieża Piusa XII biskupem pomocniczym nitrzańskim z tytularną stolicą biskupią w Scyrus. Jego konsekracja biskupia miała miejsce jeszcze w tym samym roku. W 1941 roku został przeniesiony jako koadiutor do diecezji bańskobystrzyckiej. Rządy w diecezji objął dwa lata później po śmierci jej dotychczasowego ordynariusza, Mariana Blahy.
W czasie swoich rządów przeniósł ostatecznie siedzibę biskupów z Żaru nad Hronem do Bańskiej Bystrzycy. Zreformował miejscowe seminarium duchowne. Dzięki jego skromności i dobremu charakterowi szybko zdobył zaufanie księży i wiernych, z którymi dzielił cierpienia związane z II wojną światową. Nie wahał się pomagać ludziom. W czasie słowackiego powstania narodowego w 1944 roku udzielił schronienia wielu prześladowanym.
Po 1945 roku należał do krytyków nowej władzy komunistycznej, widząc w niej zagrożenie dla wiernych i Kościoła w Czechosłowacji. Zmarł w 1950 roku w Bańskiej Bystrzycy i został pochowany na miejscowym cmentarzu komunalnym.

## Prace
Do jego ważniejszych prac należy zaliczyć:
- Úvod do reči slovenskej, Nitra 1919.
- Ján Hus vo svetle pravdy, Trnava 1923.
- Rímska otázka, Trnava 1930.
- Misijným svetom, Trnava 1940.